# Live Fight Night
Live Fight Night, conocida por su acrónimo LFN y también conocida como LFN Chile, es una organización de artes marciales mixtas (MMA) con base en Chile, fundada en 2019 por Alberto Dimaro, Director ejecutivo de Productora ONE. Es el principal evento de esta práctica deportiva en Chile.

## Historia
El año 2019, Productora ONE, empresa chilena especializada en promoción y eventos de artes marciales a cargo de Alberto Dimaro, también Presidente de la Federación Chilena de MMA (MMAFE) y que ya había realizado algunos eventos de MMA desde el año 2008, organiza la primera velada oficial denominada One Fight Night, encuentro de combates de MMA y kickboxing llevada a cabo el 4 de mayo de 2019 en el Gimnasio Olímpico de San Miguel, con presencia de exponentes nacionales e internacionales, el que fue considerado el más grande evento de artes marciales mixtas que se haya realizado en Chile hasta esa fecha, con cinco peleas semiprofesionales, ocho profesionales y tres peleas por campeonato. Una segunda versión, a realizarse el 26 de octubre de 2019, fue suspendida debido al estallido social en Chile de ese año, así como también su segundo intento de realización meses después, el 9 de mayo de 2020.
El 11 de enero de 2020, se realizó una nueva velada de peleas, esta vez bajo el nombre de One Live, transmitido sólo a través de internet y por Facebook Live, y que contó con cinco peleas, entre ellas un combate femenino entre Claudia Pizarro y Sara Hernández.
Como un nuevo intento por organizar un evento profesional y transmitido a nivel nacional, en el segundo semestre de 2020, Productora ONE y el canal de televisión deportivo CDF unen fuerzas para llevar a cabo la primera versión de Live Fight Night, el que pretende ser el primer y definitivo principal evento de artes marciales mixtas del país. Esta se llevó a cabo el 21 de noviembre de 2020, con doce exponentes chilenos del deporte, con cinco peleas de MMA y un enfrentamiento de la disciplina K-1.
El 29 de mayo de 2021 se llevó a cabo la segunda edición de Live Fight Night (LFN2), que contó con seis enfrentamientos y la novedad de tener por primera vez en Chile una pelea de Muay thai con guantillas de MMA, además de realizar la sesión previa de pesaje en vivo y en directo para todo el país. Tuvo como combate estelar la pelea de campeonato en peso ligero entre los chilenos José "Tiroloco" Ferreira y Luis "Ksike" Cortez.

## Eventos
| Edición | Nombre             | Fecha                   | Recinto                         | Pelea estelar                     | Combates    | Ref.   |
| ------- | ------------------ | ----------------------- | ------------------------------- | --------------------------------- | ----------- | ------ |
| 1.º     | One Fight Night    | 4 de mayo de 2019       | Gimnasio Olímpico de San Miguel | Claudio Quintana vs Luis Palomino | 8           | [ 3 ]  |
| 2.º     | One Live           | 11 de enero de 2020     | Gimnasio Productora ONE         | Pablo Burgos vs Francisco Ojeda   | 5           | [ 6 ]  |
| -       | One Fight Night 2  | 9 de mayo de 2020       | Suspendido.                     | Suspendido.                       | Suspendido. | [ 5 ]  |
| 3.º     | Live Fight Night   | 21 de noviembre de 2020 | Estudios de WarnerMedia Chile   | José Ferreira vs Hugo Oyarzún     | 5           | [ 9 ]  |
| 4.º     | Live Fight Night 2 | 29 de mayo de 2021      | Estudios de WarnerMedia Chile   | José Ferreira vs Luis Cortez      | 6           | [ 10 ] |
| 5.º     | Live Fight Night 3 | 28 de agosto de 2021    | Estudios de WarnerMedia Chile   | Alfredo Muaiad vs Enrique Pacheco | 6           | [ 12 ] |
| 6.º     | Live Fight Night 4 | 27 de noviembre de 2021 | Estudios de WarnerMedia Chile   | Felipe Loyola vs Alan Villalba    | 5           | [ 13 ] |
| 7.º     | Live Fight Night 5 | 30 de abril de 2022     | Club México                     | José Ferreira vs Cristián Gómez   | 7           | [ 14 ] |

## Transmisión
- Facebook Live (2020)
- CDF (2020)
- TNT Sports Chile (2021-presente)[15]